# Закон про деолігархізацію
Закон про деолігархізацію, закон про олігархів, або антиолігархічний закон — закон України, що був ініційований Президентом України Володимиром Зеленським із метою мінімізації впливу українських олігархів на політичні, економічні та соціальні процеси в країні та на засоби масової інформації. Повна назва — Закон України «Про запобігання загрозам національній безпеці, пов'язаним із надмірним впливом осіб, які мають значну економічну та політичну вагу в суспільному житті (олігархів)».
Був ухвалений 23 вересня 2021 року, набрав чинності 7 листопада 2021 року і мав діяти протягом 10 років з 7 травня 2022 року.

## Історія

### Ідея та підготовка
15 квітня 2021 року президент Зеленський повідомив, що запропонував РНБО, Офісу глави держави та Антимонопольному комітету розробити законопроєкт про статус олігархів.
27 квітня міністр МЗС Кулеба повідомив, що законопроєкт мав базуватися на антитрастовому законі США і мати на меті «привести більше справедливості й конкуренції на українські ринки».
11 травня секретар РНБО Данілов повідомив, що 13 осіб в Україні можна було віднести до категорії олігархів, не назвавши прізвищ.
20 травня Зеленський заявив, що підготовка законопроєкту майже завершилася. 27 травня видання «Дзеркало тижня» опублікувало фрагменти законопроєкту, але Офіс Президента України заперечив, що опублікований у ЗМІ текст є офіційним текстом законопроєкту.
2 червня президент Зеленський вніс до парламенту цей законопроєкт як невідкладний.

### Ухвалення у Верховній Раді
1 липня 2021 року Верховна Рада України на позачерговому засіданні ухвалила законопроєкт № 5599 за основу, за це рішення проголосували 275 депутатів.
10 вересня Голова Верховної Ради Дмитро Разумков заявив, що спрямував текст закону до Венеціанської комісії на експертизу, а 22 вересня він заявив, що залежно від висновків експертів Ради Європи, закон можуть переглянути.
23 вересня Верховна Рада на пленарному засіданні ухвалила закон про олігархів, який у другому читанні підтримали 279 народних депутатів при 226 необхідних. До другого читання документа депутати подали понад 1200 поправок, але фракція «Слуга народу» домоглась скороченого розгляду, що викликало спроби блокувати трибуну.[джерело?]
7 жовтня Верховна Рада звільнила Разумкова з посади Голови Верховної Ради. Однією з причин звільнення називали розбіжності між Разумковим та командою Зеленського щодо закону про олігархів.
12 жовтня у Києві пройшов 23-й саміт Україна-ЄС, на якому Євросоюз підтримав ухвалення антиолігархічного закону.
3 листопада Верховна Рада уточнила низку статей закону і доручила Голові Верховної Ради Руслану Стефанчуку невідкладно його підписати.
5 листопада закон було підписано Стефанчуком і Зеленським. Наступного дня закон було опубліковано, і 7 листопада він набув чинності.

### Впровадження
9 червня 2022 року керівник НАЗК Олександр Новіков заявив, що ідея реєстру олігархів втратила актуальність.
11 липня 2022 року Рінат Ахметов заявив, що його компанія «Медіа Група Україна» (МГУ) відмовиться на користь держави від усіх медіа-ліцензій, що їй належали, щоб він не підпав під дію антиолігархічного закону. Наступного дня його холдингова компанія SCM, до якої входила Медіа Група Україна, повідомила, що розпочала процес анулювання ліцензій усіх своїх телеканалів: «Україна», «Україна 24», «НЛО.TV», «Донбас», «Індиго tv», і тематичних каналів «Футбол 1/2/3». Також було повідомлено про припинення випуску друкованих ЗМІ медіахолдингу та мультимедійної платформи «Сьогодні». 14 липня МГУ подала до Національної ради з питань телебачення та радіомовлення заяву щодо анулювання ліцензії телеканалів, і вже 21 липня ця заява була задоволена.

## Основні положення закону
У травні 2021 року перший заступник голови ВРУ Стефанчук повідомив, що у законопроєкті мало бути 7 критеріїв, за якими визначатимуть, хто є олігархом. За словами Стефанчука, людина визнається олігархом, якщо підпадає під щонайменше три параметри.
2 червня у Офісі президента роз'яснили, що документ містить визначення олігархів — як осіб, які мають значний вплив у господарському, політичному житті країни, а також контролюють основні сегменти медійного простору. І що закон матиме обмежений термін дії — 10 років.
Згідно із текстом законопроєкту,
- олігархом пропонують вважати людину, яка бере участь у політичному житті, має значний вплив на засоби масової інформації, є кінцевим бенефіціаром суб'єкта господарювання, що є природною монополією чи має монопольні позиції на ринку понад рік, має підтверджені активи у понад 1 мільйон прожиткових мінімумів. Для отримання статусу олігарха треба відповідати щонайменше трьом критеріям з чотирьох.
- під участю у політичному житті автори документа пропонують розуміти зайняття високої посади у держапараті, пов'язаність із високопосадовцем, фінансування чи безпосереднє керівництво партією, контроль над ЗМІ, яке поширює інформацію політичного характеру.
- медійний вплив визначається тим, що підозрювана в олігархії особа є бенефіціаром або контролером певного ЗМІ, тобто отримує прибутки чи керує ним[30];
- згідно із текстом законопроєкту, частини ознак олігарха можна позбутися, наприклад, продавши свої медіаактиви особам із бездоганною репутацією[8][31].
- подання про те, щоб визнати певну особу олігархом, може робити уряд, член РНБО, НБУ, СБУ або ж Антимонопольного комітету. Остаточне рішення — за Радою національної безпеки та оборони, її рішення вводиться в дію указом президента;
- особа, визнана олігархом, потрапляє у спеціальний реєстр і з цього моменту їй забороняється фінансово підтримувати політичні партії та бути покупцем чи бенефіціаром при приватизації об'єктів великої приватизації. Крім того, олігархів (як і держслужбовців) зобов'язують подавати податкові декларації.
- вийти з реєстру олігархів можна у випадку встановлення факту відсутності у такої особи не менше двох ознак із перелічених у проєкті закону чотирьох.

## Критика
Фахівці з галузі ЗМІ критикували запропоновану в документі ідею щодо обмеження на володіння олігархами ЗМІ.
Громадські організації, що опікуються боротьбою з корупцією, критикують відсутність дієвих кроків для реалізації обмежень проти олігархів. Зокрема, керівник «Центру протидії корупції» Віталій Шабунін заявив: «олігархам він не загрожує. Закон прописаний таким чином, що його правозастосування буде нікчемним».Директорка Центру протидії корупції Дарія Каленюк заявила, що не визначено, «хто перевірятиме, наскільки олігархи виконують закон» і таким чином «гарантій того, що всі люди, які є олігархами, будуть у відповідному реєстрі — нема».
Політики ще до того, як законопроєкт був зареєстрований у ВРУ, піддали його ідею критиці. Народний депутат фракції «ЄС» Ростислав Павленко зауважив, що немає чіткого визначення поняття «олігарх», а тому ініціатива «виводить з-під удару власне олігархів і направлена на знищення політичних опонентів чинної влади», а позафракційний народний депутат Гео Лерос заявив, що «Закон „про деолігархізацію“ має на меті зачищення конкурентного поля  президента Володимира Зеленського».
Після голосування за закон 23 вересня 2021 року «Європейська солідарність» оголосила намір подавати в НАБУ, ДБР та Офіс генпрокурора заяву про вчинення злочину під час ухвалення закону про деолігархізацію.

### Текст Закону
- Закон України «Про запобігання загрозам національній безпеці, пов'язаним із надмірним впливом осіб, які мають значну економічну та політичну вагу в суспільному житті (олігархів)» [Архівовано 10 листопада 2021 у Wayback Machine.]// Сайт Верховної Ради України